# 鴨鳴報
《鴨鳴報》（法語：Le Canard enchaîné）是法國一份以諷刺而聞名的周報，逢星期三出版。此報於1915年創刊，多年來的賣點都是對法國政商界的調查報道，令其被稱為法國政壇唯一懼怕的報章。

## 外部連結
- Suzanne Daley, A Print Devotee Scoops the Competition in France （页面存档备份，存于）, New York Times, March 25, 2011
- Official site （页面存档备份，存于） （法文）
- A site about the Canard enchaîné （页面存档备份，存于） （法文）